# بارتلوميج بافووفسكي
بارتلوميج بافووفسكي (بالبولندية: Bartłomiej Pawłowski)‏ هو لاعب كرة قدم بولندي في مركز الهجوم، ولد في 13 نوفمبر 1992 في زجيرز في بولندا. شارك مع منتخب بولندا تحت 19 سنة لكرة القدم ومنتخب بولندا تحت 21 سنة لكرة القدم. أما مع النوادي، فقد لعب مع كورونا كييلتسى وليخيا غدانسك ونادي مالقا وويدزي لودز وياغيلونيا بياويستوك.

## وصلات خارجية
- بارتلوميج بافووفسكي على موقع الاتحاد الأوربي (الإنجليزية)
- بارتلوميج بافووفسكي على موقع اتحاد تركيا (لاعب) (الإنجليزية)
- بارتلوميج بافووفسكي على موقع إي إس بي إن إف سي (الإنجليزية)
- بارتلوميج بافووفسكي على موقع قاعدة بيانات كرة القدم.إي يو (الإنجليزية)
- بارتلوميج بافووفسكي على موقع Soccerway.com (الإنجليزية)
- بارتلوميج بافووفسكي على موقع عالم كرة القدم.نت (الإنجليزية)
- بارتلوميج بافووفسكي على موقع AS.com (الإسبانية)